# 872 Holda
872 Holda è un asteroide della fascia principale del diametro medio di circa 30,04 km. Scoperto nel 1917, presenta un'orbita caratterizzata da un semiasse maggiore pari a 2,7314627 UA e da un'eccentricità di 0,0785055, inclinata di 7,36683° rispetto all'eclittica.
Il suo nome è in onore di Edward Singleton Holden, un astronomo statunitense.